# Nordrach
Nordrach település Németországban, azon belül Baden-Württembergben. A Fekete-erdő egyik völgyében helyezkedik el a település.Lakosainak száma 2026 fő (2023. december 31.). Nordrach Oberkirch és Gengenbach községekkel határos. A településen híres Tüdőszanatóriumok működnek.

## Földrajza

### Földrajzi elhelyezkedés

Nordrachi panoráma

Nordrach község majdnem hat kilométer hosszan terül el az azonos nevű Nordrach patak völgyében. A Zell am Harmersbach (6 km) és a Bad Peterstal-Griesbach (12 km)-re található. Távolsága Offenburg városától 28 km. A település területén a tengerszint feletti magasság  255–878 m között változik.

### Szomszédos települések
A település északon Oberkirch és Oppenau városokkal, keleten Oberharmersbach, délen Zell am Harmersbach városával, nyugaton pedig Gengenbach városával határos.

### Területi elosztás
A település területének 79% -a erdő, 17% -át mezőgazdaság használja, a többi település.

## Története

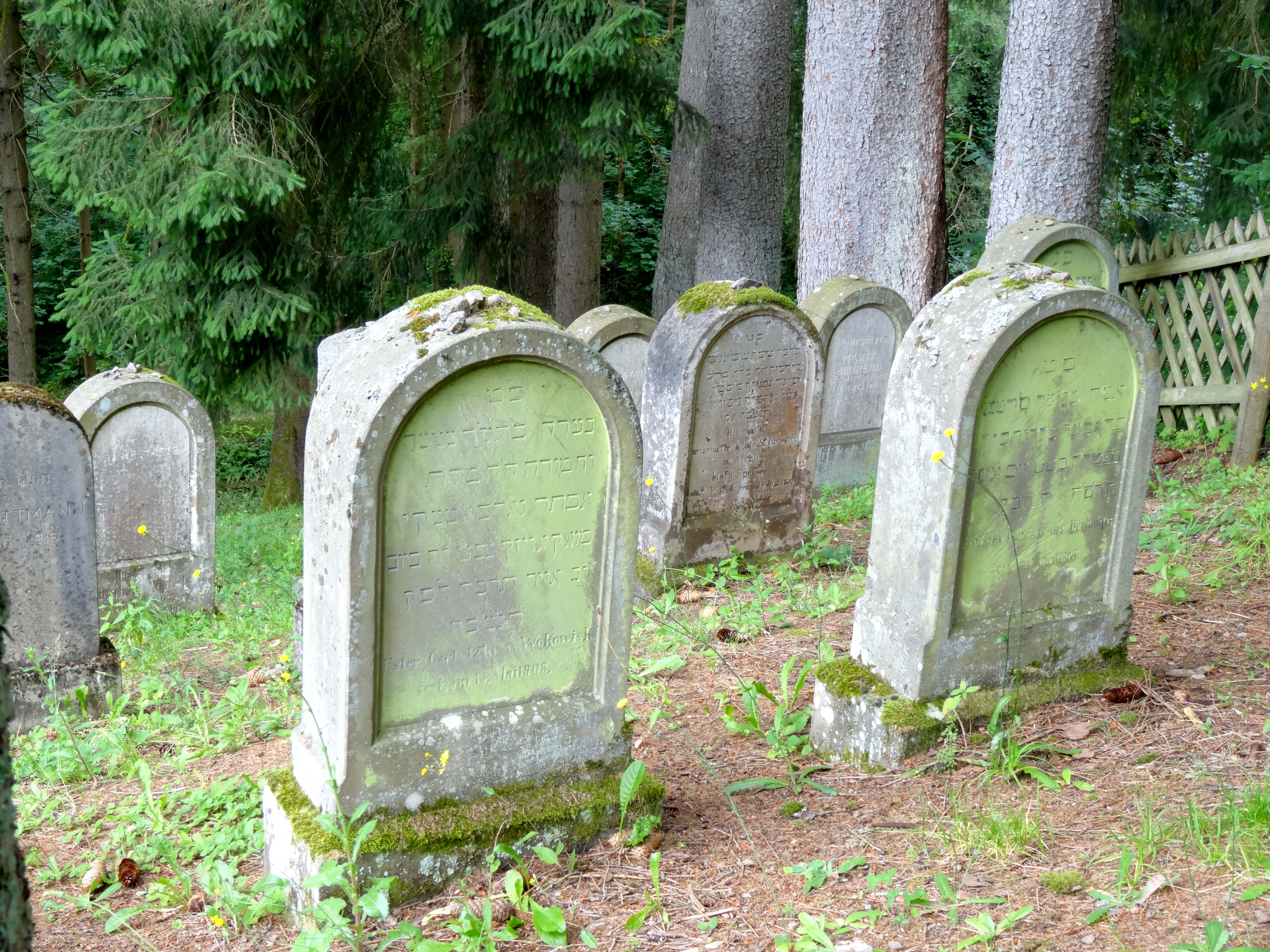
A zsidó temető

Az első dokumentummegemlítés 1139-ből származik. A Nordrach völgy hátsó része a Gengenbach-kolostorhoz tartozott, míg a többi terület Zell császári városhoz tartozott. 1803-ban Nordrachot elválasztották a Zell-től, és 1929-ben Nordrachtól több elkülönülő házat is a faluhoz csatoltak.
Az állam által jóváhagyott klimatikus egészségügyi üdülőhelyen 1891 óta számos szanatóriumban kezelik a tüdőbetegeket, mert a völgy ideális volt erre. Ma még mindig működnek gyógyfürdő-vállalkozások, de az orvosi terápiák ma már nem jellemzőek.

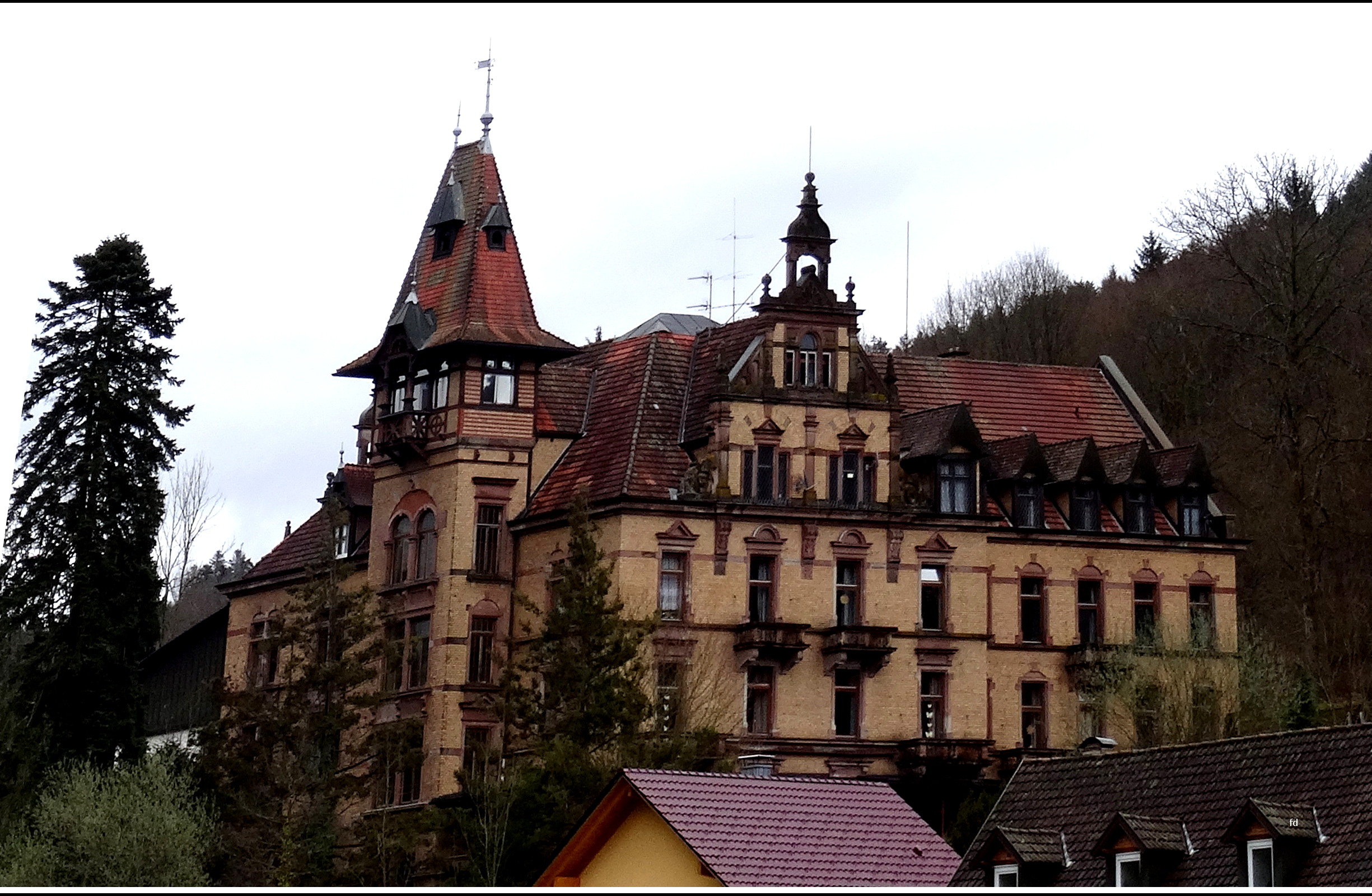
A Rothschild Klinika

A Nordrach a Wolfach járásba tartozott, feloszlatásával a hely 1973-ban az Ortenau járáshoz került. 1975-ig a Nordrachnak négy tuberkulózis klinikája volt. Különösen figyelemre méltó a népgyógyászati létesítmény a Nordrach-klinika, amelyet Dr. Otto Walther és felesége, Dr. Hope Adams 1884-ben alapított. A faluban jelen volt még az ortodox zsidó Rothschild klinika kóser konyhával és zsinagógával. Még a mai napig is létezik egy kis zsidó temető a faluban. Ezt a klinikát a nácik 1942 novemberében bezáratták. A zsidó orvosok, ápolók és betegek nagy részét Theresienstadtba és Auschwitzba deportálták és meggyilkolták.

### Vallás
A közösség római katolikus. A helyi katolikus templomot Szent Ulrich tiszteltére szentelték. A néhány protestáns hívő Zell am Harmersbachba jár istentiszteletre.

## Népesség
A település népessége az elmúlt években az alábbi módon változott:
| Lakosok száma | 1930 | 1903 | 1880 | 1847 | 1949 | 2026 |
|               | 1975 | 2017 | 2019 | 2021 | 2022 | 2023 |

## Politika
Az önkormányzat a Zell am Harmersbach város közigazgatási közösségéhez tartozik.

### Önkormányzati tanács
A 2014. május 25-i önkormányzati választás a következő eredményt hozta 62,18% -os részvételi arány mellett
| Párt | Képviselők száma | %-os eredmény |
| ---- | ---------------- | ------------- |
| CDU  | 4                | 41,51%        |
| FW   | 3                | 28,76%        |
| UWN  | 3                | 29,73%        |

### Polgármesterek
- 1803: Anton Feger
- 1805: Georg Öhler
- 1810: Josef Diller
- 1811–1816: Anton Herrmann
- 1816–1819: Johannes Spitzmüller
- 1819–1825: Josef Diller
- 1825–1830: Johannes Spitzmüller
- 1830–1832: Georg Stubenwirt
- 1832–1837: Josef Oehler (képviselő 1832-ig majd később polgármester)
- 1837–1837: Spitzmüller (polgármester)
- 1837–1839: Bernhard Benz
- 1840–1846: Johann Spitzmüller
- 1846–1848: Andreas Huber (1848 április 10-től forradalmi résztvevő)
- 1848–1849: Johann Erdrich (1848–1849 a forradalom végéig)
- 1849–1861: Paul Spitzmüller
- 1861–1882: Lorenz Spitzmüller
- 1882–1902: Mathias Gißler
- 1903–1921: Wilhelm Erdrich
- 1921–1923: August Lehmann (1923-ban meghalt)
- 1923–1924: Wilhelm Erdrich (meghalt mielőtt lejárt a mandátuma)
- 1924–1933: Johann Evangelist Spitzmüller
- 1933–1945: Ludwig Spitzmüller (valószínűleg a kerületi hivatal által kinevezett, NSDAP)
- 1945–1946: Jakob Spitzmüller
- 1946–1948: Josef Spitzmüller
- 1948–1957: Jakob Oehler
- 1957–1977: Wilhelm Benz
- 1977–1983: Bernhard Apfel
- 1983–2007: Herbert Vollmer (párt nélküli)
- 2007 bis heute: Carsten Erhardt (FDP)

### Partnervárosok
- Niedernai, Elzász 2000.május.14.-e óta

## Gazdaság és infrastruktúra
Hagyományosan a térség lakói a mezőgazdaságból és az erdőgazdálkodásból éltek. A meredek lejtők és az ezzel járó eróziós kockázat miatt a mezők művelése nehéz volt és drága.  Miután a második világháborúban megsemmisültek a kisebb üzemek, a környék  a drasztikus hanyatlásnak indult. 2003-ban 15 kisebb üzem és körülbelül 60 mezőgazda (erdőgazdálkodó) működött.
2011-ben körülbelül 850 munkahely volt Nordrachban, ezek 57% -a feldolgozóiparban. Az ingázók egyenlege pozitív: 530 munkavállaló más közösségekből érkezik Nordrach-ba munka céljából.

### Közlekedés
A gyógyfürdő üzemeltetése miatt a Biberach–Zell–Nordrach útvonalon autóbusz-vonal jött létre. Soha nem volt vasútvonal Nordrachig, de a korábbi 95-ös országútot (ma 5354-es út) 1906 és 1910 között kibővítették. A város közlekedésének javításának az érdekében az 1980-as években megkezdődött az út felújítása amit már több mint 20 éve megterveztek de a lakosság tiltakozott ellene. Még a Nordrach Schnurr autóbusz-társaság által üzemeltetett magánbusz vonal az egyetlen tömegközlekedési kapcsolat a Harmersbach-völgybe. Tömegközlekedéssel viszont nem lehet eljutni a Renchtalba.

### Tüdőgyógyászat
A Nordracht-völgyben hamar felfedezték hogy alkalmas tüdőgyógyászati célokra és már a 19. század végén elismerték mint gyógyhely. A szélvédett és ködmentes helyen számos tüdőgyógyászati intézmény létrehozását támogatták, amelyek mára már megszűntek létezni. Ezek miatt a Nordrach-ot a Badeni Davos-nak is hívták. Manapság két modern rehabilitációs klinika működik a településen.

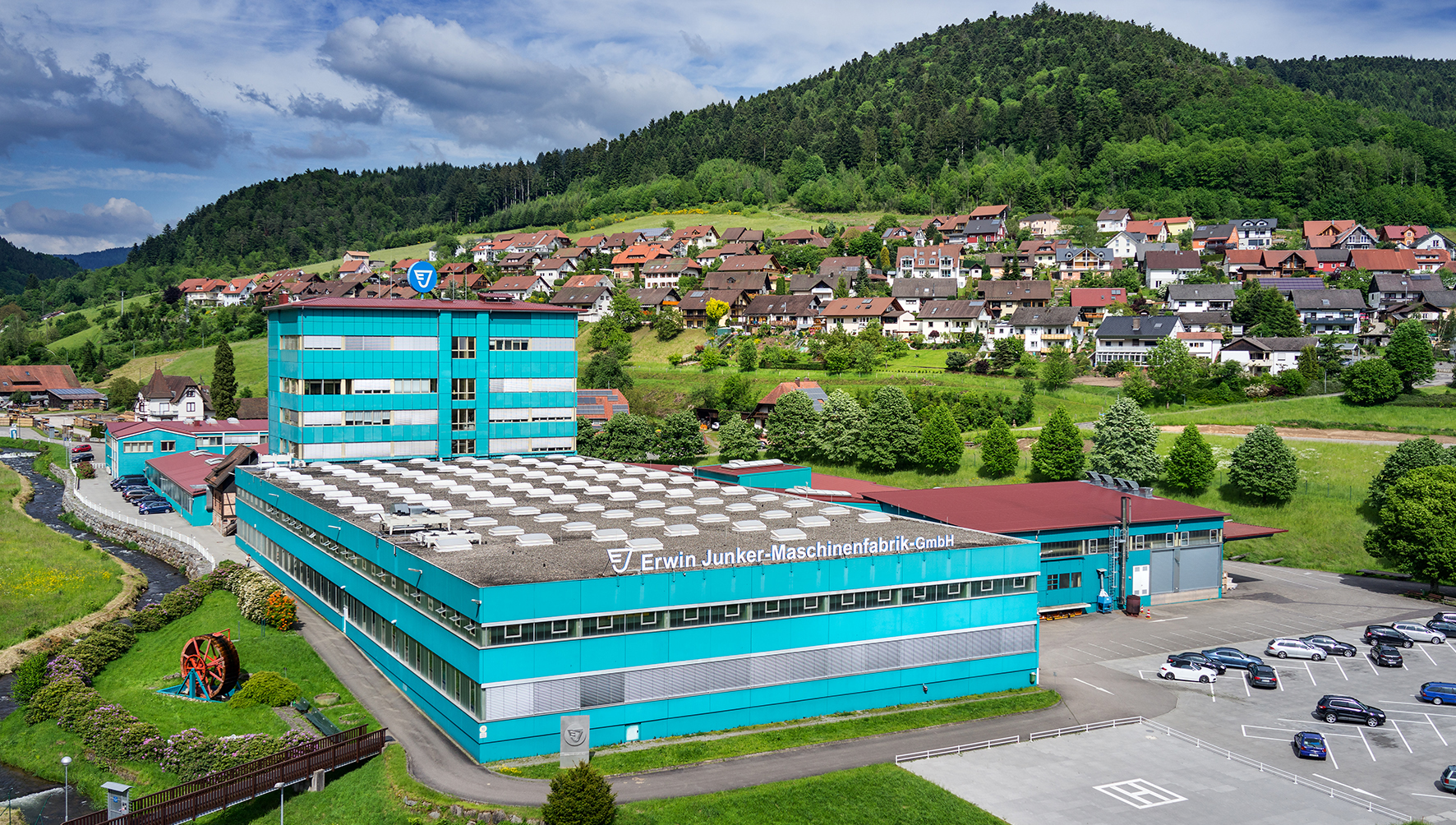
A Junker gépgyár manapság

### Faipar
A fafeldolgozásnak is hagyománya van a Nordrachban. Öt fűrésztelep működik a településen és emellett számos feldolgozóüzem.

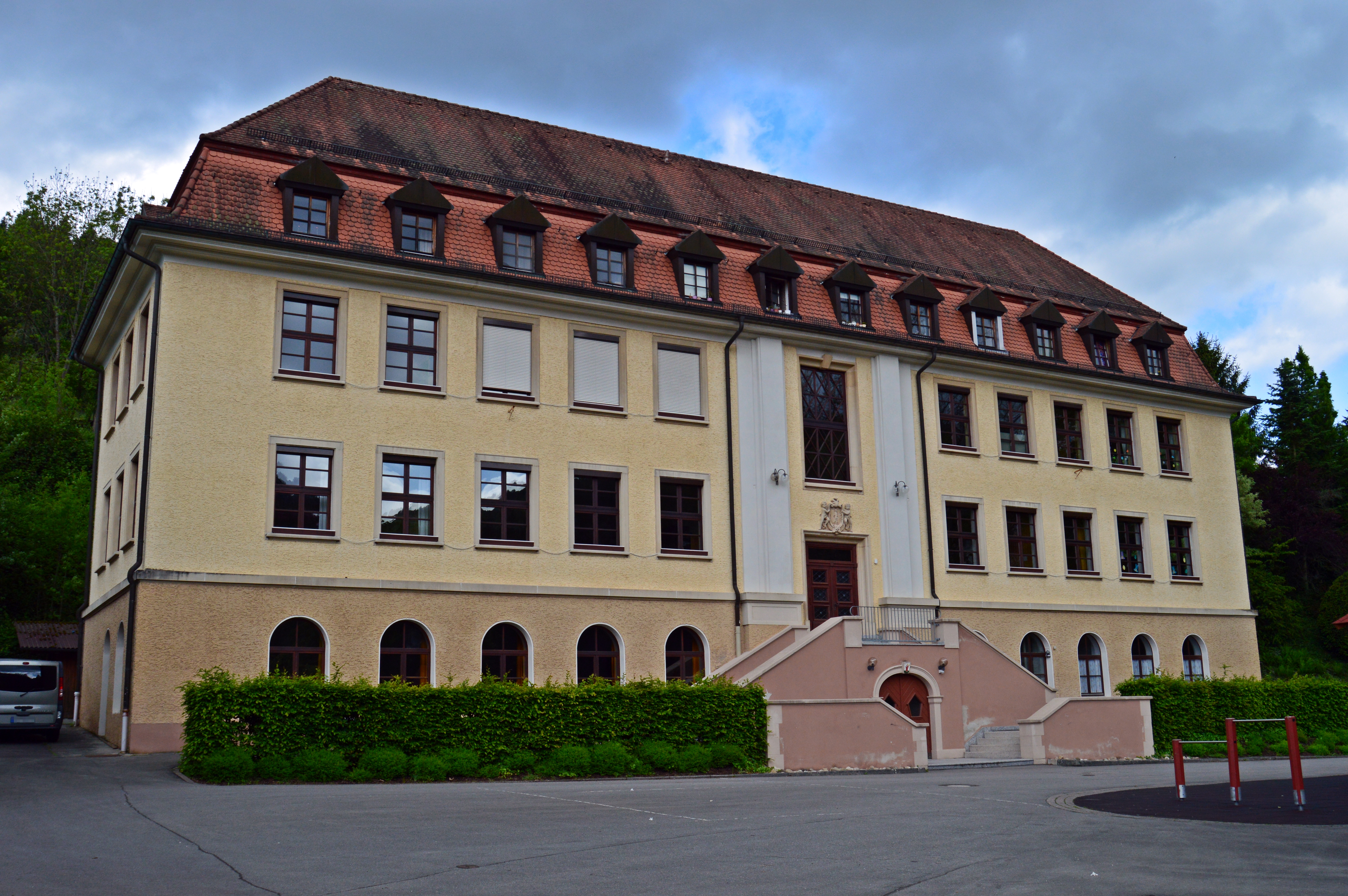
A Nordrachi általános iskola.

### Gépipar
Az idők folyamán kézműves vállalatok is kialakultak:
- az Erwin Junker által alapított gépgyár, a Junker csoport anyavállalata, a precíziós csiszológépek gyártója, beszállítója az autóipar számára világszerte.
- LTA szellőztetési technológiai cég amely ipari elszívó és légtisztító rendszereket gyártanak.
- Echtle fűrésztelep.

### Oktatás
A Nordrach-nak egy saját általános iskolája és óvodája is van.

## Nevezetességei

### A Szent Ulrich plébániatemplom

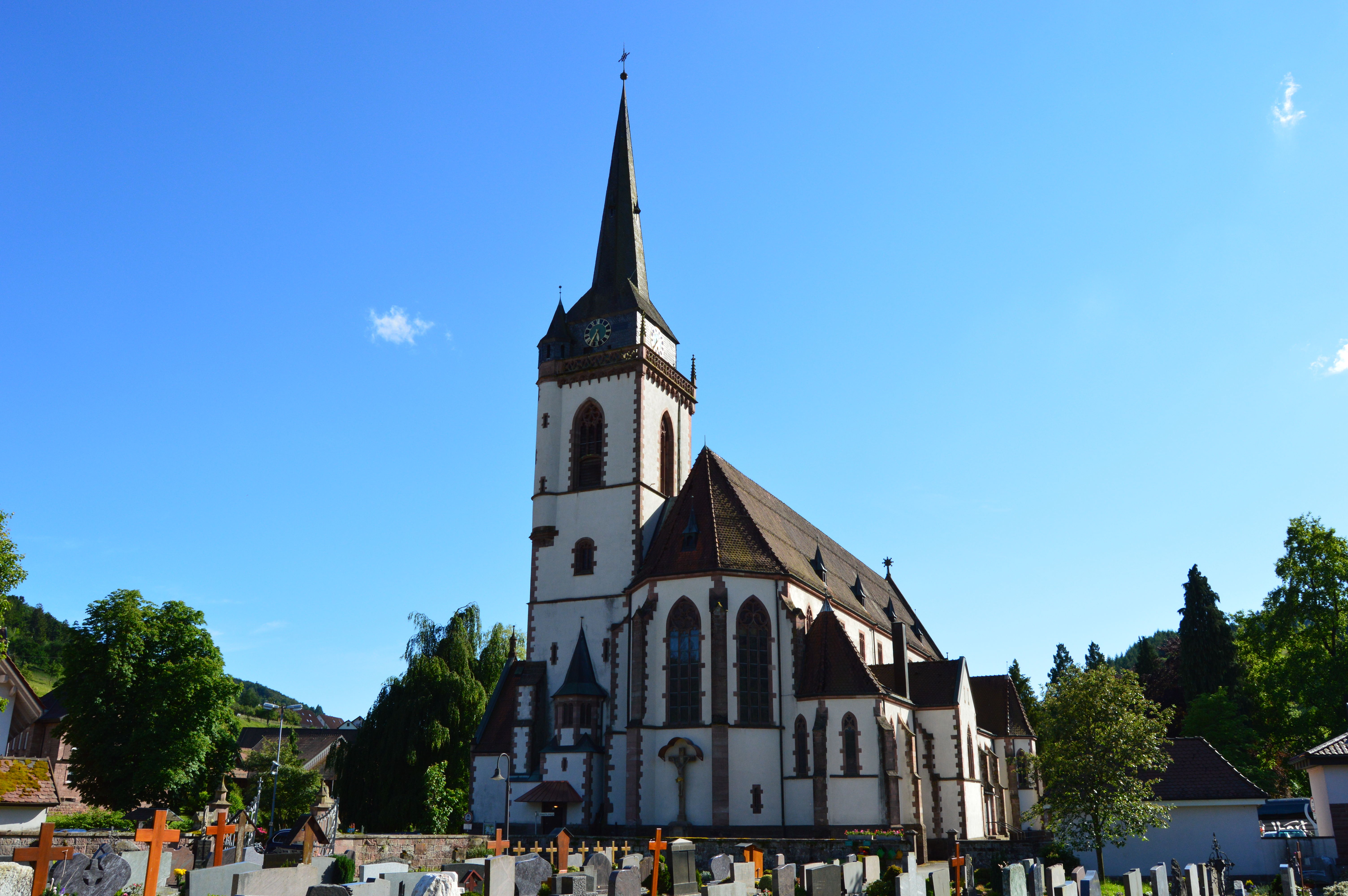
A templom a temető felől nézve

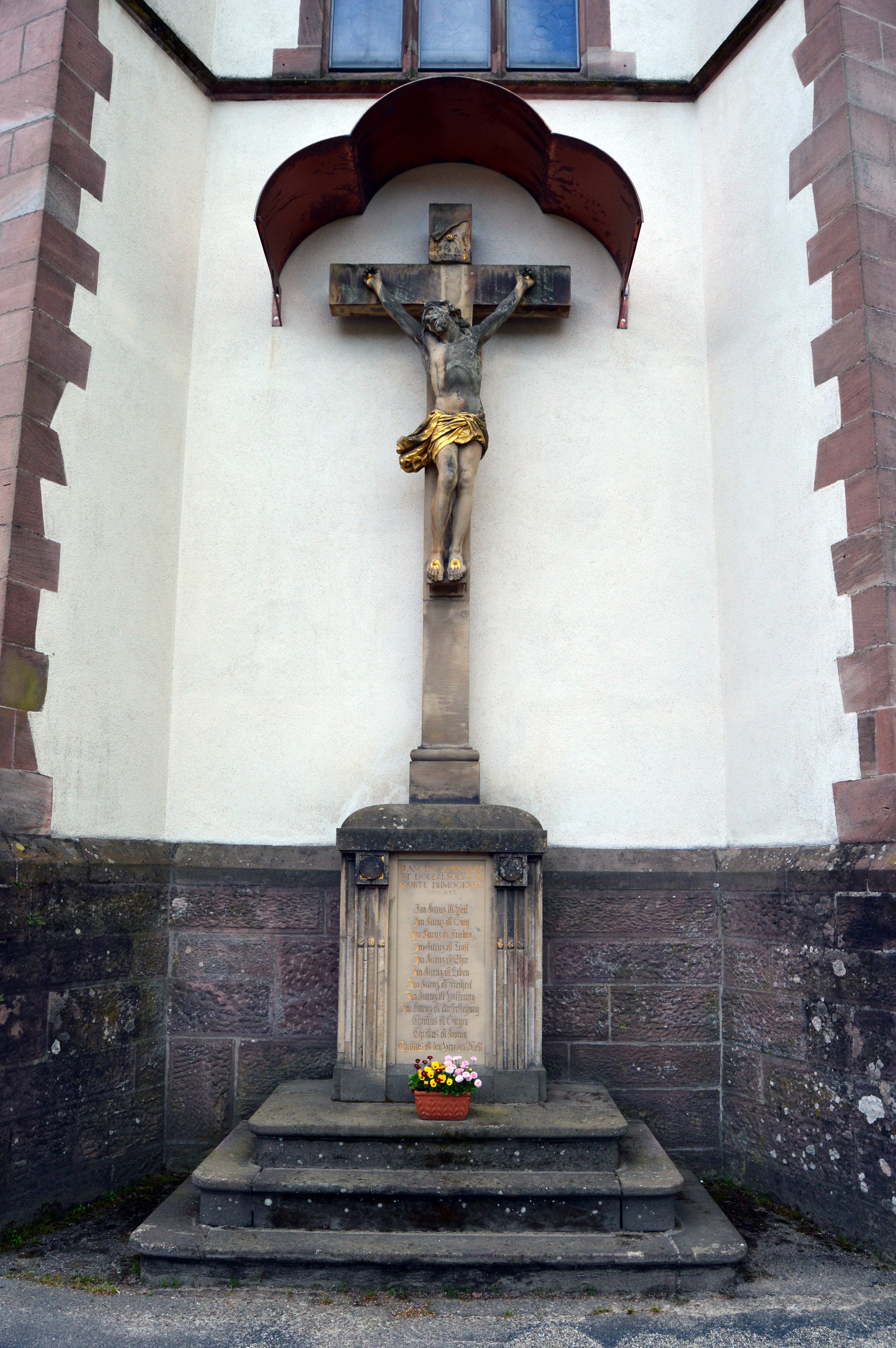
A Käshammersche kereszt

A templomot Johannes Schroth tervezte és építette 1904 és 1905 között. A templom a patak miatt a település északkeleti részén található. Magasabban van, mint a patak. A bal oldali folyosón lévő boltozatos keresztelőkápolna a templom legidősebb része: az 1618-ból is lehet olvasni írásokat a falon, a szövegek egy a korábban itt állt templomból származnak. 12 vörös homokkő oszlop tartja meg a 40,8 méter hosszú, 17,2 méter széles és 17 méter magas templombelsőt.Az oldalsó folyosón található kilenc ablak és a hajó felső részén található nyolc ablak elegendő fényt enged be a templomba, annak ellenére, hogy mind festettek. A tizennégy segítőszent életének jeleneteit ábrázolják az ablakok. Az 1905-ben faragott és festett főoltár a „Fájdalmas rózsafüzér” jeleneteivel szemlélteti az üdvösséget. Érdemes megnézni a szószéket a négy evangélista és a tanító Krisztus ábrázolásával, a pietà és az oltár a templom hátuljában, míg a tizenkét apostol életnagyságú alakja a főhajóban található. 2005-ben felújították a főoltárt, a szószéket és a két oldalsóoltárt. A templom északi oldalán áll a Käshammersche kereszt, amelyet 1784-ben állított egy korábbi nordrachi lakos, Johannes Käshammer. A keresztet 2014-ben restauráltak.

### Gyógypark
A Nordrachban 1930 óta van egy gyógyparkja is a város központjában, amelyben zenepavilon és mini golfpálya is van.

### A tehenész szökőkút

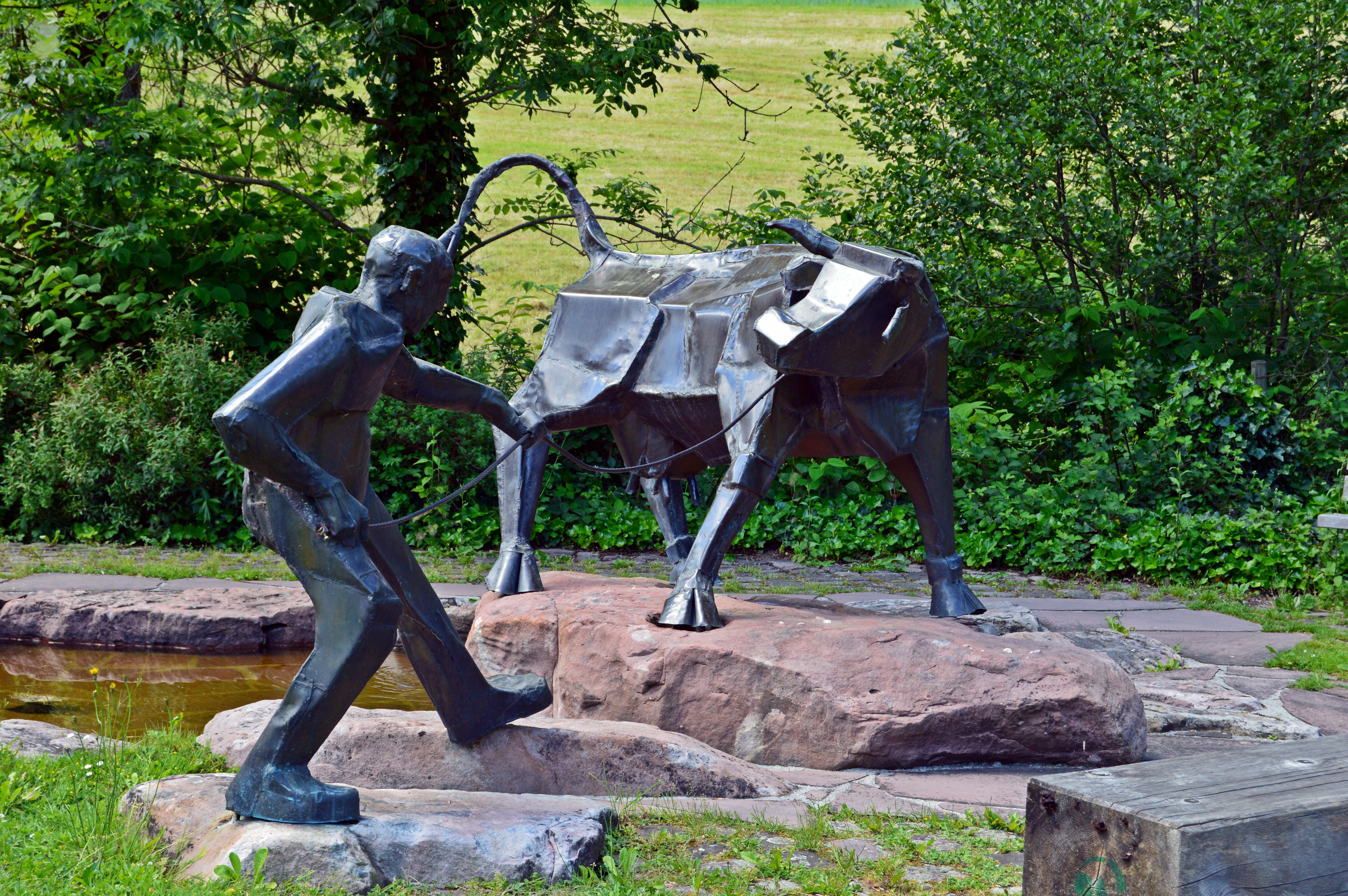
A kút

A város bejáratánál észrevehető a tehenészkút, amelynek célja a mezőgazdaság fontosságának hangsúlyozása a Nordrachi-völgyben, és amelyet a város alapításának 850. évfordulójára építettek.

### Múzeumok
Az uszoda közvetlen közelében található az 1991-ben megnyitott Nordracher Babamúzeum. 100 000 látogatóval az Ortenau járás leglátogatottabb múzeumainak statisztikája alapján második helyen áll a Gutach-i Fekete-erdő Szabadtéri Múzeum mögött. A babamúzeumban 1500 baba és mackó található, amelyeket főként Gaby Spitzmüller készített és gyűjtött össze, összesen 250 négyzetméteren tekinthetők meg. A Nordracher Babamúzeum eltér a szokásos kiállítási formától, mivel a 31 kirakat tematikusan igazodik egymáshoz.

## Híres szülöttek
- Georg Josef Seybel (1825–1886),Ügyvéd, az állami parlament tagja
- Karl Josef Oehler (1889–1917), Show és műrepülő pilóta
- Gerda Walther (1897–1977), Filozófus és parapszichológus
- Erwin Junker (* 1930) A Nordrachban székhellyel rendelkező gépgyár alapítója
- Wilhelm Oberle (1931–2018)

## Fordítás
Ez a szócikk részben vagy egészben a Nordrach című német Wikipédia-szócikk fordításán alapul. Az eredeti cikk szerkesztőit és forrásait annak laptörténete sorolja fel.